# Рафтинг (геология)

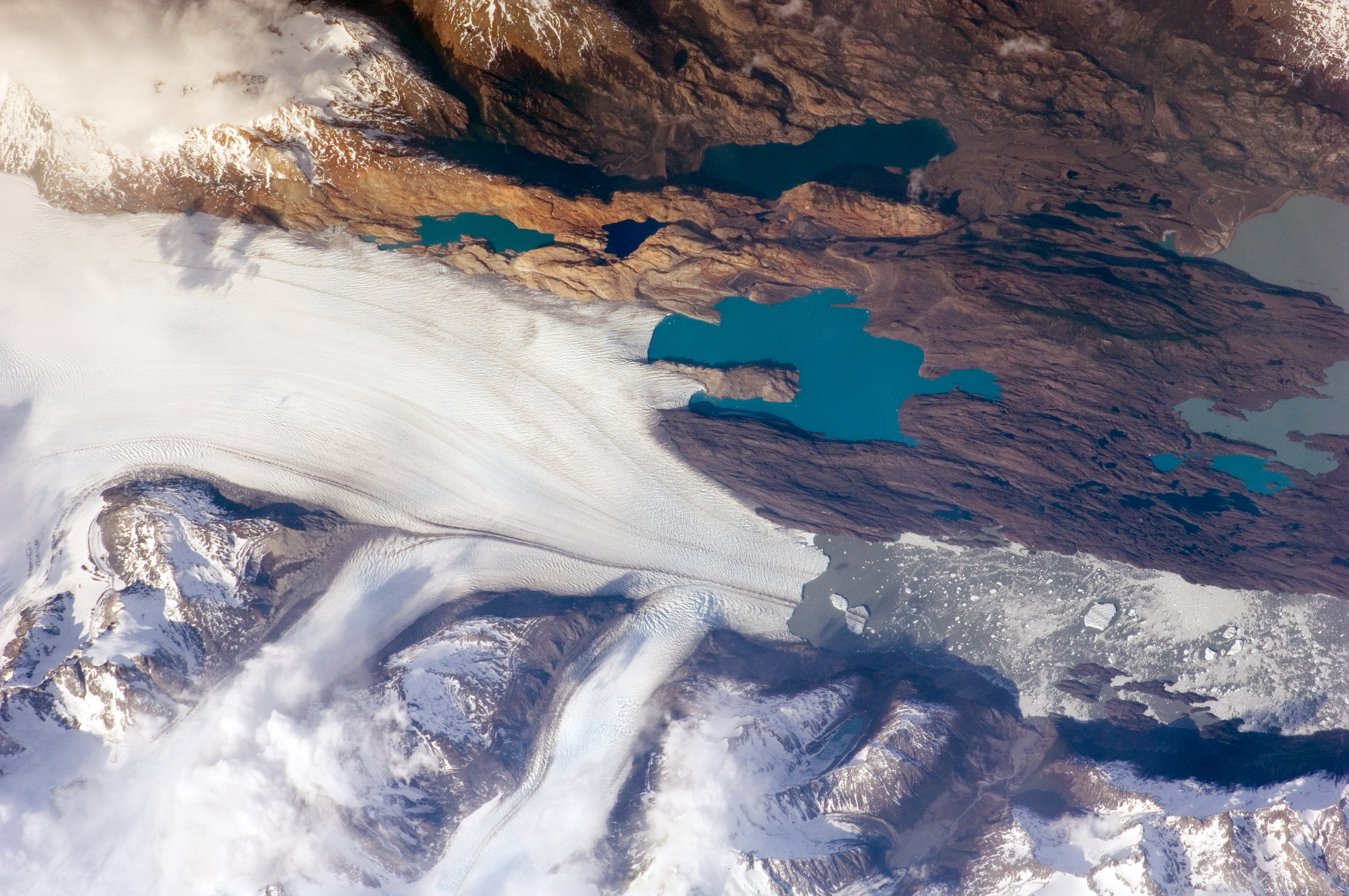
Южнопатагонское ледниковое поле на границе Аргентины и Чили продуцирует огромные долинные ледники. Ледник Upsala Glacier спускается в Озеро Аргентина. Хорошо видно, что многие айсберги несут на себе моренный материал (тёмные полосы). Айсберговый рафтинг формирует озерно-ледниковые отложения, разнося обломки по приледниковому озеру. При спуске озера на дне его будут контрастно выделяться особо крупные глыбы дропстоунов. 17 ноября 2009.

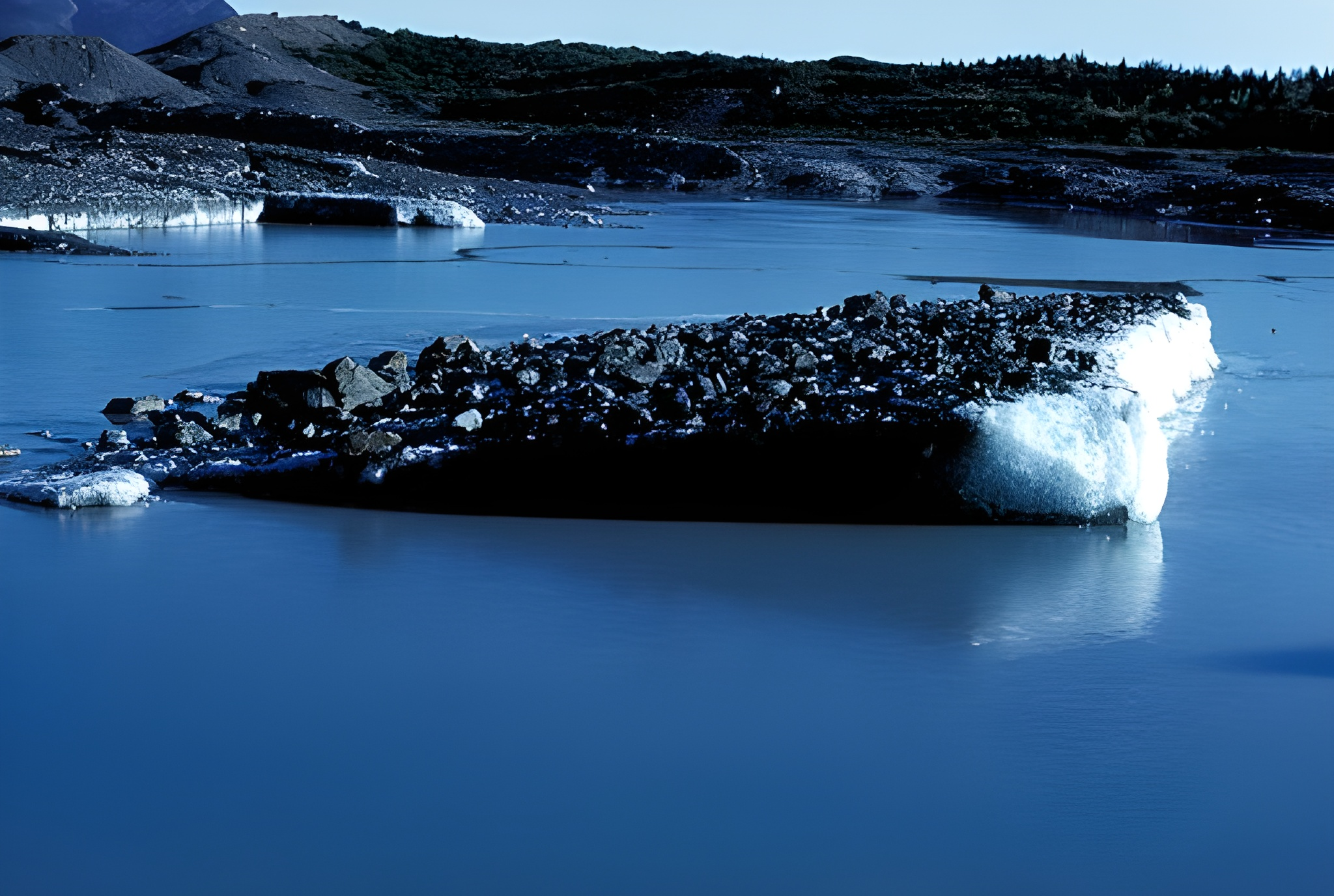
Обломочный материал почти полностью покрывает поверхность айсберга от ледника Sheridan Glacier, Аляска.

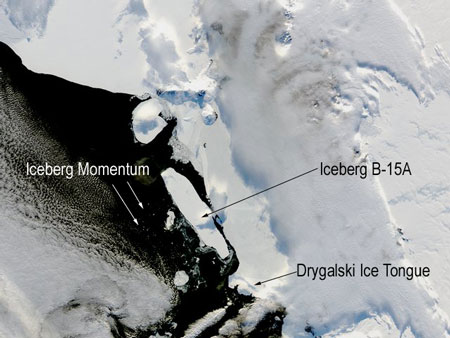
Столовый айсберг, отколовшийся от шельфового ледника Росса в Западной Антарктиде — мощнейший инструмент морского рафтинга. Январь 2001 г.

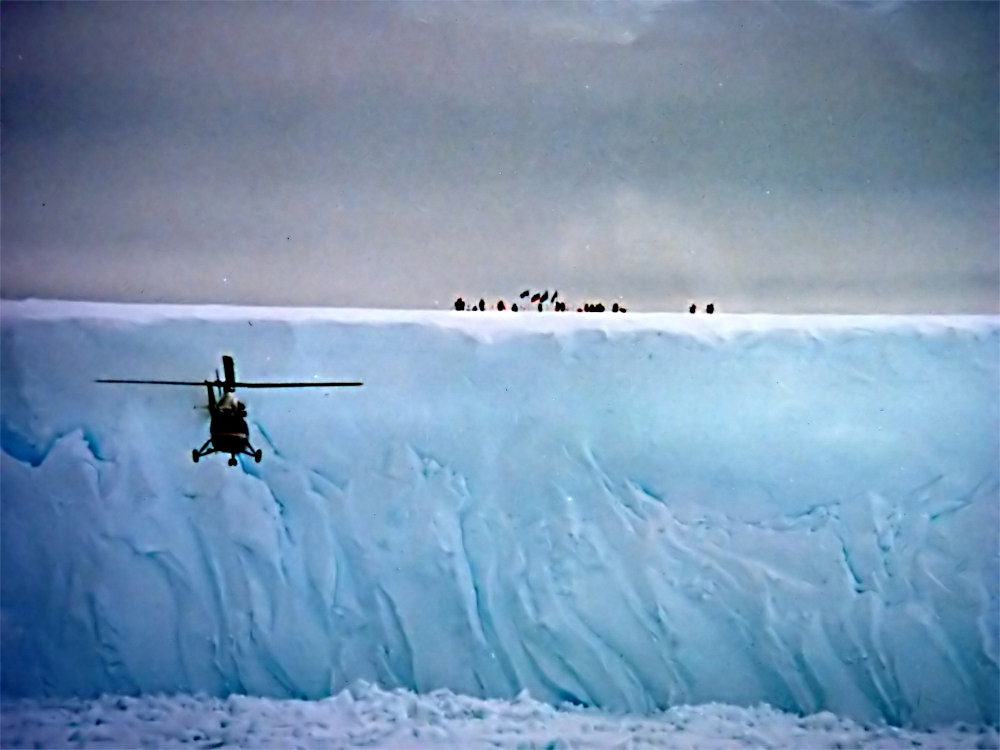
Такие айсберги способны переносить на своей поверхности и в теле ледника огромное количество очень крупных обломков. Барьер айсберга, показанного на предыдущем фото.

Рафтинг — разнос обломков горных пород, главным образом морен или тилла, плавучими ледниками и айсбергами, гораздо реже — морскими и речными льдами, по акватории Мирового океана, внутренних морей и приледниковых озёр. Рафтинг является одним из главных процессов, которые участвуют в формировании ледниково-морских и озерно-ледниковых отложений, а также — в транспортировке дропстоунов.

## Ледниково-морские отложения
Ледниково-морские, или айсберговые, отложения — это тип морских осадочных пород, в составе которых преобладает терригенный материал, связанных с рафтингом. Основным транспортирующим средством обломочного материала, формирующего верхние этажи ледниково-морских отложений, являются айсберги, то есть обломки ледников, оторвавшихся по трещинам от шельфовых ледников.
Для этих отложений присущи структурно-текстурные признаки и ледниковых, и морских отложенией. От первых — плохая сортировка, преимущественно серый цвет, грубый механический состав (свыше 50 % вещества приходится на фракции грубее алеврита), примеси щебня и включения дропстоунов, в том числе настоящих ледогранников.
С другой стороны, эти отложения обладают слоистой текстурой, сами осадки часто содержат остатки холодолюбивой микрофауны, главным образом кремнистых организмов. На мелководьях в этих отложениях можно обнаружить крупные линзы морены без следов перемыва.
Поля ледниково-морских отложений обрамляют Антарктиду и продолжают формироваться и в настоящее время в Южном океане южнее 65° ю. ш. В ледниковые же эпохи эти отложения накапливались на 10—15° севернее.
В Атлантике и в бассейне Тихого океана ледниково-морские отложения накапливались в тех же широтных пределах. М. Г. Гросвальд полагает, что в ледниковые эпохи в Северной Атлантике и в северной части Тихого океана области рафтинга распространялись до 40° с.ш., приближаясь к экватору.
Именно в этих областях главным генетическим типом отложений становился ледниково-морской. Однако, как полагают многие палеогляциологи и геологи-четвертичники, общая роль рафтинга в гляциальном морфолитогенезе сильно преувеличена маринистами.
В проксимальном (обращённом в сторону центров оледенения) направлении ледниково-морские отложения фациально замещаются подводными (субаквальными) моренами, а в дистальном — «нормальными» океаническими осадками.
На испытавших оледенения континентальных шельфах и на приморских низменностях Северного полушария ледниково-морские отложения переслаиваются с наземными моренами, причём литологические и текстурно эти переслаивания часто очень сложны, поскольку на всю ледниково-морскую и наземно-ледниковую толщу воздействуют и процессы континентального морфолитогенеза, а также и стресс повторно надвигавшихся на рыхлые осадки ледников. При этом могли возникать гигантские гляциодислокации. К одной из крупнейших гляциодислокаций мира некоторые геологи относят Сибирские Увалы на Западно-Сибирской низменности.
На испытавших оледенения континентальных шельфах и приморских равнинах ледниково-морские отложения нередко лежат стратиграфически выше морен, маркируя при этом этапы деградации «морских» ледниковых покровов.
Такие отложения играют большую роль в строении докембрийских тиллитов, показывая распространения древних ледниковых покровов на Земле.